# Glenveagh
Glenveagh (glen-Vay ; Irsk: Gleann Bheatha, 'birkedalen' ) er den næststørste nationalpark i Irland. Den ligger i County Donegal, og omfatter det arealer under Glenveagh Castle, Lough Veagh og meget af Derryveagh-bjergene. Nationalparkerne i Irland er i overensstemmelse med IUCN-standarder.

## Geografi
Parken dækker et areal på 170 kvadratkilometer og omfatter meget af Derryveagh-bjergene, Lough Veagh og Glenveagh Castle på søens kyst. Slotshaven har et væld af eksotiske planter.

## Historie
Kaptajn John George Adair (1823-1885), en anglo-irsk forretningsmand, byggede Glenveagh Castle. Adair kom i strid med sine irske katolske lejere om jagt- og fiskerettigheder og indtrængen af får. Under hungersnøden i 1861 fordrev Adair 44 familier (i alt 224 mennesker) fra deres blackhouses på hans jord, hvilket gav ham tilnavnet "Black Jack Adair".
Godset overgik til hans kone Cornelia Adair . Det blev derefter købt af Arthur Kingsley Porter i 1929, før det blev købt af Henry Plumer McIlhenny i 1937. McIlhenny testamenterede Glenveagh til den irske stat i 1970'erne, men fortsatte med at bruge slottet som deltidsbolig indtil 1982. 
Parken er hjemsted for den største flok kronhjort i Irland, og den tidligere lokalt udryddede kongeørn blev genindført i parken i 2000.  I vinteren 2018 og foråret 2019 blev mange indfødte men ikke-hjemmehørende træer og planter ryddet fra parken.